# Bombardierung von Tripolis (1728)
Die Bombardierung von Tripolis (französisch: Bombardement de Tripoli de Barbarie) im Juli 1728, war ein sechstägiges Bombardement durch eine französische Flotte als Teil der Kriege gegen die Piraterie in Nordwestafrika.

## Allgemeines

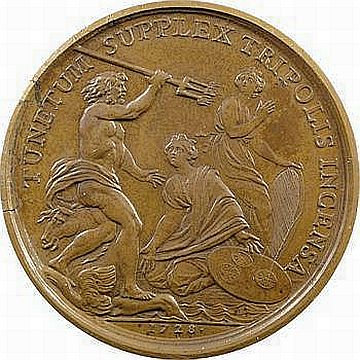
Rückseite einer französischen Bronzemünze zum Gedenken an die Bombardierung von Tunis und Tripolis (1728)

Zwischen 1655 und 1727 waren zehnmal französische, englische und niederländische Schiffe vor Tripolis erschienen und hatten die Stadt beschossen, um die Herausgabe zahlreicher, von tripolitanischen Korsaren entführten Schiffe und Gefangenen zu erzwingen. Seit 1711, der Machtergreifung des Kuloghli-Offiziers Ahmed Pascha Karamanli in der osmanischen Provinz Tripolis, hatten die Überfälle jedoch wieder zugenommen.
Um Reparationen und Kompensationen zu erzwingen, war im Juli 1728 der französische Chef d’escadre (Konteradmiral) Étienne Nicolas de Grandpré (1661–1731) mit einem Geschwader aus zwölf Schiffen, darunter drei Bombarden, zunächst vor Tunis und dann am 19. Juli 1728 auch vor Tripolis erschienen. Anders als der Bey von Tunis wies der Pascha von Tripolis, Ahmad Pascha, die französischen Forderungen jedoch zurück, woraufhin de Grandpré das Feuer auf die Stadt und die im Hafen liegende tripolitanische Flotte eröffnen ließ.
Sechs Tage lang fielen insgesamt 2.000 Geschosse auf die Stadt und legten sie in Schutt und Asche. Als den französischen Schiffen Munition, Wasser und Lebensmittel ausgingen, segelten sie unverrichteter Dinge nach Toulon zurück. Erst als eine französische Flotte im Januar 1729 den Hafen von Tripolis blockierte, stimmte Ahmad Pascha einer Zahlung von 100.000 Livres und der Herausgabe der christlichen Gefangenen zu. Doch schon 1731 erschien erneut eine französische Flotte, diesmal unter dem Kommando von René Duguay-Trouin vor Tripolis, Tunis und Algier, um gegen die anhaltende Kaper vorzugehen.
Auf der Vorderseite einer noch 1728 geschlagenen französischen Gedenkmünze ließ sich Frankreichs „allerchristlicher König“ (ein Titel, der den französischen Königen im 15. Jahrhundert vom Papst verliehen wurde) Ludwig XV. als „König des Christentums“ preisen, auf der Rückseite hingegen war es der heidnische Gott Neptun, dem der Sieg über Tunis und Tripolis zugeschrieben wurde.

## Französische Einheiten
- Saint-Esprit (Linienschiff, 74 Kanonen)
- Grafton (Linienschiff, 66 Kanonen)
- Léopard (Linienschiff, 62 Kanonen)
- Tigre (Fregatte, 50 Kanonen)
- Alcyon (Fregatte, 50 Kanonen)
- Astrée (Fregatte, 30 Kanonen)
- Ardente (Bombarde, 2 Mörser und 8 Kanonen)
- Tempête (Bombarde, 2 Mörser und 8 Kanonen)
- Foudroyante (Bombarde, 2 Mörser und 8 Kanonen)
- Éclatante (Galeere, 5 Kanonen)
- Duchesse (Galeere, 3 Kanonen)
- Seine (Flûte/Transportschiff, 50 Kanonen)